# 5741 Akanemaruta
5741 Akanemaruta eller 1989 XC är en asteroid i huvudbältet som upptäcktes den 2 december 1989 av Nihondaira-observatoriet i Japan. Den är uppkallad efter japanskan Akane Maruta.
Asteroiden har en diameter på ungefär 8 kilometer.